# Schaduw van geluid
Schaduw van geluid (Shadow of Sound) is een compositie van de Italiaanse componist Salvatore Sciarrino uit 2005. Het werk is geschreven voor symfonieorkest zonder aanduiding van een solist. De eerste uitvoering vond plaats in Tokio, Suntory Hall, op 27 augustus 2006 onder leiding van Ceccherini. De bijbehorende stichting van Suntory gaf de opdracht, vandaar waarschijnlijk te Engelse titel, meestal zijn de Sciarrinotitels in het Italiaans.
De orkestratie is:
- 3 dwarsfluit waarvan 1 altdwarsfluit, 3 hobo’s waarvan 1 althobo, 3 klarinetten waarvan 1 basklarinet en 3 fagotten waarvan1 contrafagot;
- 3 hoorns, 3 trompetten, 3 trombones, geen tuba
- 1 man / vrouw percussie, harp
- 14 eerste violen, 12 tweede violen, 10 altviolen, 8 celli en 6 contrabassen.

Na diverse composities te hebben geschreven op het scheidsvlak tussen stilte en pianissisimo, schreef Sciarrino hier meer voluit. In Het geluid en de stilte waren de strijkinstrumenten al soms met hun “normale” klank te horen, nu geldt dat ook voor sommige blaasinstrumenten. Daarin klinken de dwarsfluiten nog wel als het geluid van Walvissen, door hun laag klinkende notenreeks die eindigen met glissando neerwaarts. In plaats van flautando en flageolet wordt er nu overgeblazen, dat geeft bij houtblazers een hels en wrang geluid, te vergelijken qua zicht met het naar fel zonlicht kijken: het muziekinstrument overschreeuwt zichzelf. 
Koperblazers moeten nog vaak hun dempers gebruiken. Uiteraard ontbreken de voor deze componist gebruikelijke lange stiltes niet, tenminste als deze niet worden opgevuld met nauwelijks hoorbare zware percussie-instrumenten.

## Discografie
- Uitgave Kairos ; RAI Nationaal Symfonie Orkest onder leiding van Tito Ceccherini

## Bron
- de compact disc
- Ircam voor orkestratie en premièregegevens